# Dissen
Dissen am Teutoburger Wald is an old charactered town huyện Osnabrück, bang Niedersachsen, Đức. Đô thị này có diện tích 31,9 km². Đô thị Dissen am Teutoburger Wald nằm ở rừng Teutoburg, cự ly khoảng 20 km về phía đông nam của Osnabrück.